# أندرو كلايتون
أندرو كلايتون (بالإنجليزية: Andrew Clayton) هو سباح بريطاني، ولد في 10 أبريل 1973 في برادفورد في المملكة المتحدة.

## وصلات خارجية
- أندرو كلايتون على موقع الاتحاد الدولي للسباحة (الإنجليزية)
- أندرو كلايتون على موقع SwimRankings.net (الإنجليزية)
- أندرو كلايتون على موقع اللجنة الأولمبية الدولية (الإنجليزية)
- أندرو كلايتون على موقع أوليمبيديا (الإنجليزية)
- أندرو كلايتون على موقع اللجنة الأولمبية البريطانية (الإنجليزية)
- أندرو كلايتون على موقع اتحاد ألعاب الكومنولث (مؤرشف) (الإنجليزية)